# Шансы есть
«Шансы есть» (англ. Chances Are; названия в других переводах: «Шансы таковы», «Вполне возможно…», «Надо же такому случиться») — художественный фильм, снятый в 1989 году в США режиссёром Эмилем Ардолино. Это легкая романтическая кинокомедия с элементами мистики и фантасмагории. В главных ролях — Сибилл Шеперд, Кристофер Макдональд, Роберт Дауни-младший, Райан О'Нил, Мэри Стюарт Мастерсон.
Премьера фильма состоялась 10 марта 1989 года.
Известная песня Chances Are, прозвучавшая в фильме, дала ему название.

## Содержание
Шестидесятые годы XX века… Двое молодых людей, Луи (Кристофер Макдональд) и Корин (Сибилл Шеперд), вступают в брак по большой любви. Однако их семейная идиллия длится недолго, Луи погибает в результате несчастного случая на дороге и оказывается на небесах. Там, наверху, Луи пытается сделать всё возможное, чтобы небесная канцелярия позволила ему вернуться на землю, к своей жене. Такое разрешение он получает, однако… возвращается к жизни в совсем другом воплощении — в теле новорождённого младенца (по имени Алекс Финч), и в совершенно другой семье.
Корин, оставшись одна, на протяжении долгих десятилетий не может забыть своего мужа. Не желая знакомиться с другими мужчинами, она живёт памятью о прошлом, растит дочь Миранду (Мэри Стюарт Мастерсон).
Тем временем Алекс (Роберт Дауни-младший) становится совсем взрослым, ему уже исполнилось 22 года. Счастливый случай сводит Алекса с его «бывшей» семьёй. Не подозревая о том, что он имеет к этим людям какое-то отношение, он влюбляется в Миранду, дочь Корин. Однако постепенно в его сознании что-то начинает проясняться, он вспоминает подробности своей «прошлой» жизни. Результатом этого становится масса пикантных недоразумений…

## В ролях
| Актёр                 | Роль                                                           |
| --------------------- | -------------------------------------------------------------- |
| Сибилл Шеперд         | Корин Джеффрис, привлекательная женщина, героиня повествования |
| Роберт Дауни-младший  | Алекс Финч, молодой человек, в «прошлой» жизни муж Корин       |
| Райан О'Нил           | Филлип Трэйн, верный друг семьи Джеффрисов                     |
| Мэри Стюарт Мастерсон | Миранда Джеффрис, дочь Корин и Луи                             |
| Кристофер Макдональд  | Луи Джеффрис, муж Корин                                        |
| Йозеф Саммер          | Джадж Фенвик                                                   |
| Джо Грифэси           | Омар                                                           |
| Гендерсон Форсайт     | Бен Брэдли                                                     |
| Фрэн Райан            | Мевис Талмэдж                                                  |

## Номинации
- Фильм номинирован на «Оскара» в 1990 году в категории «Оригинальная песня» (Песня After All в исполнении Шер; текст — Дин Питчфорд, музыка — Том Сноу).
- В 1990 году номинирован на премию Золотой глобус (в категории «Лучшая оригинальная песня» — песня After All);
- В 1990 году фильм стал победителем в киноконкурсе BMI Film & TV Award (в категории «Лучшая песня из фильма» — песня After All).